# Цоколь гір

Річкова долина, дно якої - цоколь гір (на передньому плані схеми).

Цоколь гір (рос. цоколь гор, англ. mountain socle; нім. Gebirgsrumpf m, Sockel m eines Gebirges, Gebirgssockel m) – складчаста основа гірської країни, яка може за сприятливих умов оголитися внаслідок тривалої денудації. Приблизно відповідає рівню дна річкових долин, які розчленовують гірську країну. Син. – гірський остов.

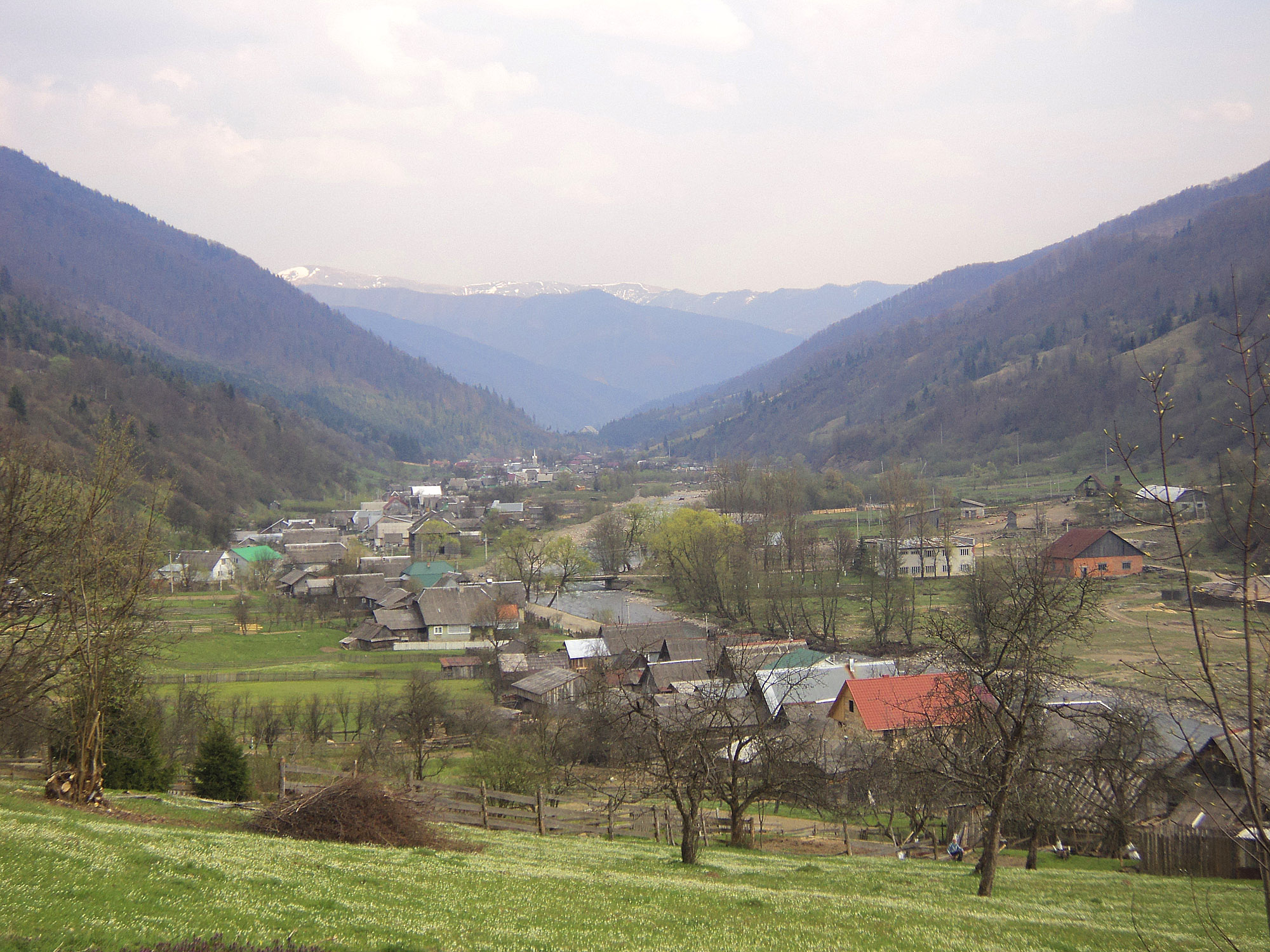
Річкова долина. (Українські Карпати)

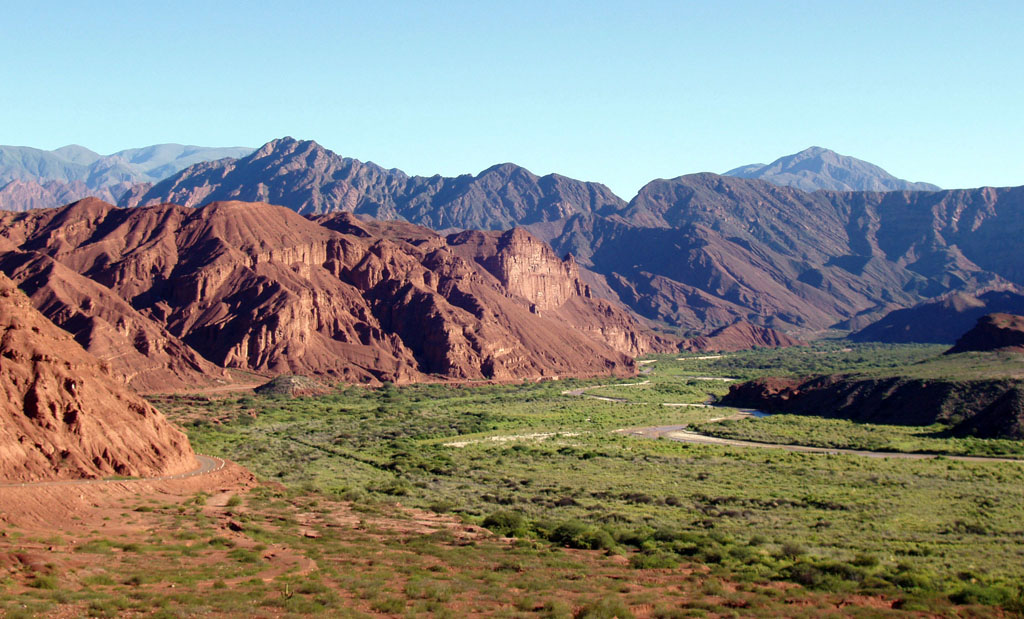
Річкова долина. (Аргентина)